# NGC 5033
NGC 5033 (другие обозначения — UGC 8307, MCG 6-29-62, ZWG 189.43, IRAS13111+3651, PGC 45948) — спиральная галактика (Sc) в созвездии Гончие Псы.
Этот объект входит в число перечисленных в оригинальной редакции «Нового общего каталога».
В 1950, 1985 и 2001 годах в галактике были зафиксированы вспышки сверхновых, получивших обозначения соответственно SN 1950C (тип неизвестен, пиковая видимая звёздная величина составила 18,2m), SN 1985L (тип II, пиковая видимая звёздная величина 12,5m) и SN 2001gd (тип Ia, пиковая видимая звёздная величина 16,5m).
Кривая вращения галактики подробно исследована в докторской диссертации К. Бегемана.